# حلول تاليس لإشارات السكك الحديدية
حلول تاليس لإشارات السكك الحديدية (بالإنجليزية Thales Rail Signaling Solutions) أو شركة طاليس لحلول إشارات السكة الحديد هي شركة متفرعة من مجموعة شركات تاليس توفر حلول الأتمتة لنظم النقل بقطارات السكك الحديدية. يتم التحكم في عملياتها من عدة مواقع:
- يقع مركزها لأعمال قطاع النقل الجماعي التابع في تورنتو، أونتاريو، كندا.
- مكتب مجموعة تاليس الرئيسي يقع في باريس، فرنسا
- مراكزها لأعمال قطاع السكة الحديد تقع في ديتزينجين وبرلين، ألمانيا؛ فيينا، النمسا؛ وهينجيلو، هولندا

## التاريخ
تم إدخال نظام إشارات الحاجز المتحرك الأصلي للنقل السريع من قبل مؤسسة تطوير النقل الحضري (UTDC) وهي شركة تابعة لحكومة اونتاريو لنظام المواصلات ذي القدرة المتوسطة (ICTS). في عام 1985، تم تنفيذ تكنولوجيا ICTS بنجاح على ثلاثة خطوط سكة حديد جديدة في أمريكا الشمالية، وكلها تواصل استخدام النظام اليوم:
- سكاي ترين SkyTrain (مترو فانكوفر، كولومبيا البريطانية) - الخط الأصلي والذي أصبح الآن جزءًا من خط المعرض Expo Line واستخدم لاحقًا في خطوط وإضافات جديدة
- نظام النقل السريع في سكاربرة Scarborough RT (في تورونتو، أونتاريو) ، جزء من شبكة مترو تورونتو.
- ممر المشاة المتحرك في ديترويت (ديترويت بيبول موفر) (ديترويت، ميشيغان) ، افتتح في عام 1987

بعد ذلك، استوعبت بومباردييه للنقل عمليات تصنيع عربات قطارات UTDC، بعد أن تجردت من تقنية الإشارة ببيعها إلى شركة ألكاتل-لوسنت. في أبريل 2006، أعلنت مجموعة تاليس أنها ستستحوذ على شركة حلول ألكاتل لإشارات السكة الحديد في صفقة رفعت أيضًا ملكية الكاتل لتاليس إلى 21.66 بالمائة.

## منتجات
أنظمة إشارات السكك الحديدية المختلفة:
- SelTrac ( التحكم المستند إلى الاتصال في قطار النقل الجماعي)
- AlTrac
- ComTrac
- NetTrac
- FieldTrac
- RBC (وحدة لاسلكية للتحكم بالحواجز)
- OBU (الوحدة المحمولة على متن القاطرة)
- ETCS
- LZB

بالإضافة إلى حلول الإشارات، تقوم تاليس أيضًا بتطوير أنظمة التشابك بالقفل التبادلي الإلكتروني، وعدادات المحور التي يمكن أن تحل محل دوائر السكة، وأنواع مختلفة من محركات نقاط التحول، وأنظمة حماية عمال السكك الحديدية. 